# Hedtäckvävare
Hedtäckvävare (Centromerus incilium) är en spindelart som först beskrevs av Ludwig Carl Christian Koch 1881.  Hedtäckvävare ingår i släktet Centromerus och familjen täckvävarspindlar. Arten är reproducerande i Sverige. Inga underarter finns listade i Catalogue of Life.